# Pirazol
Pirazol é heterociclo aromático de cinco membros que possui grande importância na síntese orgânica. Devido a sua particularidade, é muito utilizado como base para síntese de novos compostos com diversaas finalidades. 
Nos últimos anos os compostos derivados do pirazol estão sendo testados para ações antibacterianas, antifúngicas, anticâncer, antidepressivas, antiinflamatórias, antituberculose, antioxidantes e  antivirais.